# Вранешевич, Рада
Рада Вранешевич (серб. Рада Врањешевић; 25 мая 1918, Рекавице — 25 мая 1944, Дрвар) — югославская партизанка, участница Народно-освободительной войны. Народный герой Югославии.

## Биография
Родилась 25 мая 1918 года в селе Рекавице близ Баня-Луки. Родом из семьи священника (её отец, Джордже, был настоятелем православного храма). Окончила школу в селе Глоговац близ Прнявора, а гимназию в Дервенте и Баня-Луке. Поступила в педагогическое училище Баня-Луки, откуда была исключена в 1932 году за поддержку левых организаций. Продолжала обучение в школе экономики, в 1933 году вступила в одну из организаций, поддерживавшихся Союзом коммунистической молодёжи Югославии. Спустя год была исключена из школы, с 1936 по 1938 годы проживала в Скопье, где и завершила своё обучение. За это время она начала пропаганду среди учащихся средних школ. По окончании школы экономики она отправилась к родителям в Глоговец.
В начале 1939 года Рада вступила в Комитет по государственным закупкам в Белграде. Перед переездом в Белград устроилась на работу в синдикальное объединение частных предпринимателей «Ботич», где начала снова свою агитацию. Так, она была участвовала в декабрьских демонстрациях 1939 года, забастовках рабочих авиазавода, разбрасывании агиатационных листовок, оказании помощи и других ациях. В 1940 году вступила в союз коммунистов Югославии. В конце 1940 года её арестовали по обвинению в подготовке забастовки среди членов комитета и уволили. В итоге Рада осталась работать только в «Ботиче». Под руководством Светозара Вукмановича она продолжила работу и начала заниматься деятельностью партии в Черногории. Несколько раз она оказывала помощь коммунистам Черногории, перевозя партийную литературу из Белграда в Никшич.
В мае 1941 года Рада бежала из Белграда, спасаясь от преследований марионеточного правительства, и прибыла в Баня-Луку. До июля она была членом Баня-Лукского горкома СКМЮ (Союз коммунистической молодёжи Югославии), с июля по сентябрь входила в состав Баня-Лукского горкома КПЮ. Позднее она была отправлена в Подгрмеч, где начал формироваться первый окружной комитет. Рада заняла в нём должность секретаря. В ноябре 1942 года она вошла в состав Бюро Боснийского комитета КПЮ. Оказывала помощь Антифашистскому фронту женщин Югославии, помогала Объединённому союзу антифашистско ймолодёжи Югославии (особенно в Босански-Нови и Бихаче). Участвовала в первом съезде Боснийского антифашистского вече народного освобождения Югославии, который состоялся 25 ноября 1943 года в Мрконич-Граде.
Во время немецкой высадки близ Дрвара Рада работала в Дрварском горкоме по заданию Боснийского райкома. Утром 25 мая 1944 года, в день своего 26-летия, Рада была арестована немецкими войсками. Её отправили в лагерь около кладбища, где пытали в течение восьми часов. Она попыталась бежать, но была убита при попытке бегства.

## Память
Останки Рады Вранешевич были перезахоронены на Партизанском кладбище в Баня-Луке. Указом Президиума Народной скупщины СФРЮ от 27 июля 1951 года она была награждена посмертно званием Народного героя Югославии. В её честь назван детский дом в Баня-Луке.